# Takeda Nobuzane
Takeda Nobuzane (武田 信実?; circa 1530 – 1575) è stato un samurai del periodo Sengoku, fratellastro minore di Takeda Shingen. Era anche chiamato Kawakubo Nobuzane (河窪 信実?) perché cresciuto nel villaggio di Kawakubo.
Dopo la morte di suo fratello maggiore Matsuo Nobukore nel 1571 Shingen ordinó al figlio di Nobuzane, Nobutoshi, di essere il successore della famiglia Matsuo e di sposare la figlia di Nobukore.
Nel 1575, durante la battaglia di Nagashino tra Takeda Katsuyori e la coalizione Oda-Tokugawa. Nobuzane fu messo a difesa del castello di Nagashino, sul monte Tobigasu, che era sotto assedio degli uomini Tokugawa per evitare che questi si unissero all'armata principale Oda-Tokugawa. Gli venne teso un′imboscata dalle truppe dei generali Sakai Tadatsugu e Kanamori Nagachika.
La mattina presto del 29 giugno, gli uomini di Nobuzane furono attaccati dagli uomini di Sakai sulla cima del monte. Nobuzane resistette all'attacco nel castello principale mentre disponeva Saegusa Masasada a difesa dei quattro forti periferici. Tuttavia Nobuzane non aveva uomini sufficienti per difendere tutte e cinque le postazioni e le sue linee difensive erano diventate troppo fragili per difendersi dai numerosi attacchi. Gli uomini di Sakai riuscirono a dar fuoco ai forti e Nobuzane morì nei combattimenti corpo a corpo che seguirono l'invasione del castello.
Si dice che a Nobuzane fu dedicata una collinetta chiamata Hyougotsuka sul monte Tobigasu dopo che ricevette il titolo Hyōgo-no-suke. Tuttavia nel tempo la zona fu bonificata da terreni agricoli e oggi non ne rimane traccia.
Il Kōyō Gunkan racconta che occasionalmente impersonò come sosia il fratello più vecchio Shingen.

## Famiglia
- Padre: Takeda Nobutora (1493-1574)
- Fratelli:
  - Takematsu (1517-1523)
  - Takeda Shingen (1521-1573)
  - Inuchiyo (1523-1529)
  - Takeda Nobushige (1525-1561)
  - Takeda Nobumoto
  - Takeda Nobukado (1529-1582)
  - Matsuo Nobukore (circa 1530-1571)
  - Takeda Souchi
  - Ichijō Nobutatsu (circa 1539-1582)
- Sorelle:
  - Joukei-in (1519-1550), sposò Imagawa Yoshimoto
  - Nanshou-in (nata 1520) sposò Anayama Nobutomo
  - Nene (1528-1543) sposòSuwa Yorishige
- Figlio: Kawakubo Nobutoshi